# شوتا ماتسودا
شوتا ماتسودا (انگلیسی: Shota Matsuda؛ زادهٔ ۱۰ سپتامبر ۱۹۸۵) یک هنرپیشه اهل ژاپن است.